# 105/14 Mod. 1917
L'obice da 105/14 (Originariamente chiamato "Obice da 105 Campale", dopo la riforma della nomenclatura del 1926 semplicemente "Obice da 105/14")  fu utilizzato dall'artiglieria del Regio Esercito nel corso della seconda guerra mondiale. Prodotto verso la fine della prima guerra mondiale, fu distribuito ai reparti solo nell'imminenza della seconda guerra mondiale.

## L'origine
Fino all'inizio della prima guerra mondiale il principale fornitore dell'artiglieria italiana era stata la ditta Krupp. Con l'entrata in guerra della Germania e la denuncia della Triplice alleanza da parte dell'Italia, la Krupp evitò di rifornire di artiglierie uno stato all'epoca neutrale, ma potenzialmente nemico.
L'obice era stato progettato dalla ditta Schneider nel 1906 e, in tale data, era stato scartato in un concorso indetto dal Regio Esercito per munirsi di un nuovo pezzo da campagna. Tuttavia, pressati dalle esigenze belliche, gli organi tecnici dell'esercito spinsero l'Ansaldo a costruirne un certo numero nel periodo 1917-191.

### Varianti

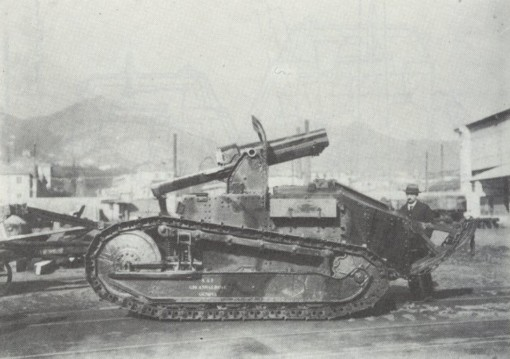
Prototipo del semovente da 105/14 su scafo Renault FT

Nel 1918 venne effettuato un tentativo di creare un semovente montando il 105/14 scudato sullo scafo del carro Renault FT, senza che risultino ulteriori sviluppi di tale mezzo. Il singolo prototipo venne assegnato alla "Batteria Autonoma Carri d'Assalto" istituita a Torino nel 1918. Venne successivamente trasferito a Nettuno dove partecipò, con altri mezzi corazzati e blindati, ad una manifestazione allo Stadio di Roma tenuta il 2 aprile 1919 alla presenza del Re Vittorio Emanuele III.

## La tecnica
La bocca da fuoco era con otturatore a vitone e con la rigatura della canna progressiva.
L'affusto era a culla a deformazione con lungo rinculo costante, a coda unica scatolata e scudato. L'obice era previsto per il traino animale, quindi le ruote erano in legno ed a raggi. Nel traino la coda dell'affusto era appoggiata su un apposito avantreno. Era permesso anche il traino meccanico a velocità non superiore ai 12 km/h.

## L'impiego
Nel corso della prima guerra mondiale furono prodotte alcune centinaia di pezzi (500 secondo i dati Perrone, 206 secondo i dati Rocca) acquistati dal Regio Esercito, ma mai distribuiti ai reparti per mancanza di un munizionamento che desse prestazioni sufficienti (con il munizionamento dell'epoca la gittata era poco più di 6 km). Dopo la prima guerra mondiale, con l'acquisizione dell'obice Škoda 10 cm Vz. 1914, di prestazioni superiori, il 105/14 fu passato in riserva ed immagazzinato presso la Direzione di Artiglieria di Venezia.
Quando si avvicinò la seconda guerra mondiale gli obici tenuti in deposito furono revisionati, al 1º ottobre 1939 erano in linea 120 di questi pezzi. Il munizionamento utilizzato fu quello già previsto per il cannone 105/28, che portò la gittata, se non a valori eccezionali, almeno a valori accettabili (circa 8 km). L'uso principale del pezzo fu in postazioni fisse in dotazione alla GAF.
Gli obici catturati dai tedeschi dopo l'armistizio di Cassibile furono ridenominati 10,5 cm leFH 326 (i)